# Sjöjungfrun (roman)
Sjöjungfrun är en roman av Stieg Trenter som utkom 1966 med en första upplaga på närmare 40000 exemplar. Det blev den sista bok som Trenter avslutade på egen hand med hustrun Ulla Trenter vid skrivmaskinen. 

## Handling
Fotografen Harry Friberg kommer hem till Sverige efter en reportageresa i Brasilien. Väl uppe i sin studio i Norra Kungstornet finner han ett övergivet spädbarn i en korg i hallen. Spädbarnet, en flicka som har en guldlänk med en berlock i form av en sjöhäst om vristen. Friberg kallar därför barnet Sjöjungfrun. Berättelsen utspelar sig i Stockholm, Köpenhamn och Göteborg.

## Persongalleri
- Sjöjungfrun /Nannina /Ritva /Julia - spädbarn
- Harry Friberg - fotograf och amatördeckare
- Vesper Jonson - Kriminalintendent
- Sonja Lamm - Barnavårdstjänsteman
- Hampe Hymling - Kamrer
- Arthur Snell - Skeppsredare
- Simon Snell - skeppsredarens son
- Christrina Snell - Simons hustru
- Jan Snell - Simons syssling
- Herman Snell - Simons syssling
- Astrid Snell - Hermans hustru
- Marc Omberg - PR-man